# Steinenfeld
Steinenfeld ist ein Ortsteil der Stadt Erbach im Alb-Donau-Kreis in Baden-Württemberg. 
Der Weiler liegt circa sechs Kilometer nordwestlich von Erbach und ist über die Landstraße 240 zu erreichen.

## Geschichte
Steinenfeld wird 1100 erstmals urkundlich erwähnt. Im 12. Jahrhundert befand sich hier Besitz des Klosters Blaubeuren. Später gehörte einer der beiden Höfe dem Kloster, der andere war geteilt. 
Am 1. Januar 1972 wurde Steinenfeld als Ortsteil von Ringingen nach Erbach eingemeindet.